# Angélica Velázquez Guadarrama
Angélica Velázquez Guadarrama (Ciudad de México) es una historiadora del arte mexicana, especializada en el arte del siglo XIX. Sus líneas de investigación son la historia del arte y estudios de género, arte del siglo XIX, pintura costumbrista, retrato y naturaleza muerta, entre otros.

## Trayectoria
Se licenció en Historia del Arte por la Universidad Iberoamericana en 1994. Realizó su maestría en 2009 y su doctorado en 2016 en Historia del Arte por la Universidad Nacional Autónoma de México. Tiene una especialidad en estudios de la mujer por el Programa Interdisciplinario de estudios de la mujer de El Colegio de México.
Desde 1991 es investigadora del Instituto de Investigaciones Estéticas y profesora en la Facultad de Filosofía y Letras de la UNAM. Fue secretaria académica del Instituto de Investigaciones Estéticas.
En 2021 fue nombrada directora del Instituto de Investigaciones Estéticas de la UNAM para el periodo 2021-2025.
Ha sido curadora de exposiciones en el Museo Nacional de San Carlos, el Museo Nacional de Arte, entre otros en México, así como colecciones privadas , Casa de México en España, Madrid.
Impartió la cátedra de Estudios Mexicanos en la Universidad de Toulouse, Francia.

## Publicaciones

### Individuales
- Primitivo Miranda y la construcción visual del liberalismo. Instituto de Investigaciones Estéticas-UNAM- Instituto Nacional de Antropología e Historia. 2012. ISBN 9786074843408.
- Representaciones femeninas en la pintura del siglo XIX en México. Ángeles del hogar y musas callejeras. Instituto de Investigaciones estéticas-Dirección General de Publicaciones-UNAM. 2018. ISBN 9786073005678.

### Colectivas
- Acevedo, Esther; Cuadriello, Jaime; Ramírez, Fausto; Rogríguez, Víctor; Velázquez Guadarrama, Angélica (2009). Catálogo comentado del acervo del Museo Nacional de Arte. Pintura. Museo Nacional de Arte-INBA/CONACULTA. ISBN 978-970-18-8503-1.
- La colección de pintura del Banco Nacional de México. Catálogo siglo XIX. Fomento Cultural Banamex. 2004. ISBN 968-5234-36-1.